# Rogue One: Star Wars Story
Rogue One: Star Wars Story (v anglickém originále Rogue One: A Star Wars Story) je americký sci-fi film, space opera a první snímek ze série Anthology ze světa Star Wars. Režisérem je Gareth Edwards, scénář napsali Gary Whitta a Chris Weitz podle nápadu vedoucího vizuálních efektů Johna Knolla. V hlavních rolích se objevili Felicity Jones, Diego Luna, Riz Ahmed, Ben Mendelsohn, Donnie Yen, Jiang Wen, Forest Whitaker, Mads Mikkelsen a Alan Tudyk. Děj se odehrává krátce před událostmi snímku Star Wars: Epizoda IV – Nová naděje (1977). Příběh se zaměřuje na skupinu rebelských špionů, kteří mají za úkol ukrást plány pro novou zbraň Impéria, Hvězdu smrti.
Film produkovala společnost Lucasfilm a distribuuje jej Walt Disney Studios Motion Pictures. Vlastní natáčení začalo ve studiích Elstree blízko Londýna v srpnu 2015. Rogue One byl do kin uveden 16. prosince 2016, rok po filmu Star Wars: Síla se probouzí. Filmu předchází seriál Disney+ Andor (2022) o jedné z hlavních postav poprvé představené v tomto filmu jménem Cassian Andor, ztvárněná Diegem Lunou. 

## Příběh
Po založení Galaktického impéria se skupina nevyzpytatelných rebelských bojovníků vydává na zoufalou misi: ukrást plány Hvězdy smrti než bude použita k vynucení císařovy vlády.

## Obsazení
- Felicity Jones (v českém znění Markéta Procházková[2]) jako Jyn Erso, vzpurná dcera Galena Ersa bez domova, která je zatčena Impériem a později osvobozena Rebely. Za svého života využívala mnoho jmen, jako například Lianna Hallik, Tanith Pontha nebo Kestrel Dawn. 
  - Beau Gadsdon (v českém znění Matylda Bartůňková[2]) jako mladá Jyn.
- Diego Luna (v českém znění Matouš Ruml[2]) jako Cassian Andor, důstojník povstalecké zpravodajské služby.
- Alan Tudyk (v českém znění David Novotný[2]) jako K-2SO, bývalý droid Impéria, který teď patří Cassianovi.
- Ben Mendelsohn (v českém znění Aleš Procházka[2]) jako Orson Krennic, ředitel Pokročilého zbraňového výzkumu pro Impérium.
- Mads Mikkelsen (v českém znění Daniel Rous[2]) jako Galen Erso, Jynin otec a inženýr pracující na projektování Hvězdy smrti.
- Forest Whitaker (v českém znění Zbyšek Pantůček[2]) jako Saw Gerrera, veterán z Klonových válek a extremistický Rebel.
- Riz Ahmed (v českém znění Ondřej Rychlý[2]) jako Bodhi Rook, bývalý nákladní pilot Impéria, který přeběhl k rebelům pod vlivem Galena.[3]
- Donnie Yen (v českém znění Pavel Batěk[2]) jako Chirrut Îmwe, slepý bojovník, který věří v Sílu.
- Jiang Wen (v českém znění Martin Zahálka[2]) jako Baze Malbus, bojovník, rebel a nejlepší přítel Chirruta.
- Valene Kane (v českém znění Martina Šťastná[2]) jako Lyra Erso, matka Jyn a manželka Galena.
- Genevieve O'Reilly (v českém znění Helena Dvořáková[2]) jako Mon Mothma, vůdkyně povstalecké aliance a bývalá imperiální senátorka. Tuto roli si zopakovala po Pomstě Sithů, její scéna byla ovšem vystřižena. Tato postava se objevila již v Návratu Jediů (1983) nebo v animovaných seriálech Klonové války (2008) a Povstalci (2014).
- Alistair Petrie (v českém znění Igor Bareš[2]) jako generál Draven, důstojník povstalecké zpravodajské služby a Cassianův nadřízený.
- Jimmy Smith (v českém znění Ivan Jiřík[2]) jako Bail Organa, senátor a adoptivní otec princezny Leii, který si tuto roli zopakoval po filmech hlavní ságy Star Wars s podtituly Klony útočí a Pomsta Sithů.
- Jonathan Aris (v českém znění Ivo Novák[2]) jako senátor Jebel[4]
- Anthony Daniels (v českém znění Jaroslav Plesl[2]) jako C-3PO, komunikační droid povstalců. Daniels se opět vrací do této role z hlavní ságy.

Objevili se zde i postavy v maskách jako Darth Vader, kterého fyzicky ztvárnili dva herci Spencer Wilding a Daniel Naprous a kterému opět propůjčil hlas James Earl Jones (v českém znění Marek Vašut), stejně jako v hlavní sáze Star Wars. Dále admirál Raddus, kterého fyzicky ztvárnil Paul Kasey, ale namluvil ho Stephen Stanton (v českém znění Miloslav Mejzlík). Ve filmu byly i postavy s digitálně vytvořenou tváří, které se objevily v původním filmu Star Wars: Epizoda IV – Nová naděje (1977). Jako mladá princezna Leia, adoptivní dcera Baila Organy a členka povstání, kterou fyzicky ztvárnila Ingvild Deila s digitálně vytvořenou tváří i dříve nahraným hlasem Carie Fisher (v českém znění Nikola Votočková), která ji hrála dříve. A Velkomoff Tarkin, oblastní guvernér (neboli Velkomoff) rozsáhlého regionu galaxie Vnější okraj a velitel Hvězdy smrti, kterého hrál Guy Henry (v českém znění Jiří Plachý) s digitálně vytvořenou podobou i hlasem Petera Cushinga, který ho hrál v původním filmu.

## Produkce
V únoru 2013 potvrdil Disney CEO Bob Iger, že budou natočeny dva samostatné filmy a že ke každému sepíše individuální scénář Lawrence Kasdan a Simon Kinberg. 6. února pak Entertainment Weekly napsal, že Lucasfilm pracuje na dvou filmech s Hanem Solem a Bobou Fettem. Disney CFO Jay Rasulo je popsal jako "původní příběhy". Kathleen Kennedy vysvětlila, že tyto filmy nebudou můstkem mezi původní a novou trilogií a pak prohlásila: "George Lucas měl jasno v tom, jak to bude fungovat. Kánon, který stvořil, je sága Star Wars. Taky Epizoda VII do něj patří. Ale tyto spin-off filmy, nebo možná pro ně vymyslíme ještě lepší označení, se sice budou odehrávat v obrovském vesmíru, který vytvořil. Ale postavy v nich se nebudou prolínat s epizodami ságy. To byl plán, který dal George velmi zřetelně najevo."
V květnu 2014 bylo oznámeno, že Gareth Edwards bude režírovat první z filmů, který měl mít premiéru 16. prosince 2016, a Gary Whitta k němu napíše scénář. V říjnu 2014 kameraman Greig Fraser zveřejnil, že bude pracovat na tomto filmu a že film už má pracovní název. V lednu 2015 bylo zveřejněno, že Whitta skončil práci na filmu a už nebude dále na projektu spolupracovat. Simon Kinberg byl považován za jeho náhradu. Později v tomto měsíci bylo oznámeno, že Chris Weitz souhlasil s napsáním scénáře pro film. V březnu 2015 byl odhalen pracovní název filmu Rogue One. V tomto měsíci taky Alexandre Desplat uvedl, že bude skládat hudbu pro tento film.
V dubnu 2015, na oslavách Star Wars, bylo oznámeno, že tyto samostatné filmy budou uvedeny pod hlavičkou Star Wars Anthology. Taky bylo oznámeno, že Rogue One se odehrává mezi Epizodou III a IV, časově spíš blíže k IV. Na expozici Disney D23 Expo v srpnu 2015 bylo oznámeno, že název filmu byl rozšířen na Rogue One: A Star Wars Story.
Film byl natočený s využitím Ultra Panavision 70 čoček na 65mm filmový kotouč.

### Casting
V lednu 2015 uvedl The Hollywood Reporter, že se z několika hereček, včetně Tatiany Maslany, Rooney Mary a Felicity Jones vybírá, kdo dostane hlavní roli. Sestra Mary Kate se taky ucházela o roli. V únoru 2015 bylo oznámeno, že Jonesová byla vybrána do hlavní role, a taky že Aaron Paul a Édgar Ramírez byli zkoušeni pro obsazení hlavní mužské postavy. V březnu 2015 bylo oznámeno, že Jonesová bude obsazena. V březnu 2015 uvedl Deadline.com, že by Ben Mendelsohn mohl být obsazen do hlavní role. Další měsíc oznámil TheWrap, že Sam Claflin byl viděn, jak se uchází o roli a že s Riz Ahmedem se vedla jednání, aby se k filmu přidal. V květnu pak byli Mendelsohn, Ahmed a Diego Luna přidáni na seznam herců, kteří budu hrát hlavní role. Forest Whitaker byl přidán v červnu 2015. V červenci 2015 byl obsazen Jonathan Aris do role senátora Jebela.

### Natáčení
Hlavní natáčení filmu začalo ve studiích Elstree v Hertfordshire na začátku srpna 2015. Některé scény byly natočeny na atolu Laamu Atoll na Maledivách.

### Ocenění
| Ocenění                         | Datum ceremoniálu | Kategorie                                        | Nominovaný | Výsledky  |
| ------------------------------- | ----------------- | ------------------------------------------------ | --- | --------- |
| Cena Saturn                     | 28. červen 2017   | Nejlepší sci-fi film                             | Rogue One: Star Wars Story                                                                                     | vítězství |
| Cena Saturn                     | 28. červen 2017   | Nejlepší režisér                                 | Gareth Edwards                                                                                                 | vítězství |
| Cena Saturn                     | 28. červen 2017   | Nejlepší ženský herecký výkon                    | Felicity Jones                                                                                                 | nominace  |
| Cena Saturn                     | 28. červen 2017   | Nejlepší mužský herecký výkon ve vedlejší roli   | Diego Luna | nominace  |
| Cena Saturn                     | 28. červen 2017   | Nejlepší scenárista                              | Chris Weitz a Tony Gilroy                                                                                      | nominace  |
| Cena Saturn                     | 28. červen 2017   | Nejlepší skladatel                               | Michel Giacchino                                                                                               | nominace  |
| Cena Saturn                     | 28. červen 2017   | Nejlepší střih                                   | John Gilory, Colin Goudie a Jabez Olssen                                                                       | nominace  |
| Cena Saturn                     | 28. červen 2017   | Nejlepší produkční návrh                         | Doug Chiang a Neil Lamont                                                                                      | nominace  |
| Cena Saturn                     | 28. červen 2017   | Nejlepší kostýmní návrh                          | David Crossman a Glyn Dillon                                                                                   | nominace  |
| Cena Saturn                     | 28. červen 2017   | Nejlepší masky                                   | Amy Byrne | nominace  |
| Cena Saturn                     | 28. červen 2017   | Nejlepší speciální efekty                        | Neil Corbould, Hal Hickel, John Knoll a Mohen Leo                                                              | vítězství |
| Cinema Audio Society Awards     | 18. únor 2017     | Nejlepší zvuk ve filmu                           | Stuart Wilson, Christopher Scarabosio, David Parker, Joel Iwataki, Nick Kray a Frank Rinella                   | nominace  |
| Costume Designers Guild Awards  | 21. únor 2016     | Excelence ve fantasy filmu                       | David Crossman a Glyn Dillon                                                                                   | nominace  |
| Empire Awards                   | 19. březen 2017   | Nejlepší film                                    | Rogue One: Star Wars Story                                                                                     | vítězství |
| Empire Awards                   | 19. březen 2017   | Nejlepší sci-fi/fantasy film                     | Rogue One: Star Wars Story                                                                                     | nominace  |
| Empire Awards                   | 19. březen 2017   | Nejlepší ženský herecký výkon                    | Felicity Jones                                                                                                 | vítězství |
| Empire Awards                   | 19. březen 2017   | Nejlepší nováček – herec                         | Riz Ahmed | nominace  |
| Empire Awards                   | 19. březen 2017   | Nejlepší režisér                                 | Gareth Edwards                                                                                                 | vítězství |
| Empire Awards                   | 19. březen 2017   | Nejlepší produkční návrh                         | Rogue One: Star Wars Story                                                                                     | nominace  |
| Empire Awards                   | 19. březen 2017   | Nejlepší masky                                   | Rogue One: Star Wars Story                                                                                     | nominace  |
| Empire Awards                   | 19. březen 2017   | Nejlepší speciální efekty                        | Rogue One: Star Wars Story                                                                                     | nominace  |
| Filmová cena Britské akademie   | 12. únor 2017     | Nejlepší masky                                   | TBD | nominace  |
| Filmová cena Britské akademie   | 12. únor 2017     | Nejlepší speciální efekty                        | Neil Corbould, Hal Hickel, Mohen Leo, John Knoll, Nigel Sumner                                                 | nominace  |
| Location Managers Guild Awards  | 8. dubna 2017     | Nejlepší lokace pro periodický film              | Mark Somner a David O'Reily                                                                                    | nominace  |
| MTV Movie & TV Awards           | 17. květen 2017   | Film roku                                        | Rogue One: Star Wars Story                                                                                     | nominace  |
| MTV Movie & TV Awards           | 17. květen 2017   | Nejlepší hrdina                                  | Felicity Jones                                                                                                 | nominace  |
| Nickelodeon Kids' Choice Awards | 11. březen 2017   | Nejoblíbenější film                              | Rogue One: Star Wars Story                                                                                     | nominace  |
| Nickelodeon Kids' Choice Awards | 11. březen 2017   | Nejoblíbenější herečka ve filmu                  | Felicity Jones                                                                                                 | nominace  |
| Nickelodeon Kids' Choice Awards | 11. březen 2017   | Nejoblíbenější filmový zloduch                   | Spencer Wilding                                                                                                | nominace  |
| Nickelodeon Kids' Choice Awards | 11. březen 2017   | Nejlepší nakopávač zadků                         | Felicity Jones                                                                                                 | nominace  |
| Nickelodeon Kids' Choice Awards | 11. březen 2017   | Nejoblíbenější skupina                           | Felicity Jones, Forest Whitaker, Diego Luna, Ben Mendelsohn, Alan Tudyk, Donnie Yen, Riz Ahmed, Mads Mikkelsen | nominace  |
| Oscar                           | 26. únor 2017     | Nejlepší zvuk                                    | David Parker, Christopher Scarabosio, a Stuart Wilson                                                          | nominace  |
| Oscar                           | 26. únor 2017     | Nejlepší vizuální efekty                         | John Knoll, Mohen Leo, Hal Hickel aNeil Corbould                                                               | nominace  |
| Visual Effects Society Awards   | 7. únor 2017      | Nejlepší vizuální efekty v hraném filmu          | John Knoll, Erin Dusseault, Hal Hickel, Nigel Sumner, Neil Corbould                                            | nominace  |
| Visual Effects Society Awards   | 7. únor 2017      | Nejlepší animovaná vystoupení v hraném filmu     | "Grand Moff Tarkin" – Sven Jensen, Jee Young Park, Steve Walton, Cyrus Jam                                     | nominace  |
| Visual Effects Society Awards   | 7. únor 2017      | Nejlépe vytvořené prostředí v hraném filmu       | "Scarif Complex" – Enrico Damm, Kevin George, Olivier Vernay-Kim, Yanick Dusseault                             | nominace  |
| Visual Effects Society Awards   | 7. únor 2017      | Nejlepší virtuální kamera v hraném projektu      | "Space Battle" – John Levin, Euising Lee, Steve Ellis, Barry Howell                                            | nominace  |
| Visual Effects Society Awards   | 7. únor 2017      | Nejlepší model v hraném nebo animovaném projektu | "Princess Leia" –Paul Giacoppo, Gareth Jensen, Todd Vaziri, James Tooley                                       | nominace  |
| Visual Effects Society Awards   | 7. únor 2017      | Nejlepší model v hraném nebo animovaném projektu | "Star Destroyer" – Jay Machado, Marko Chulev, Akira Orikasa, Steven Knipping                                   | nominace  |
| Visual Effects Society Awards   | 7. únor 2017      | Nejlepší efektové simulace v hraném filmu        | "Jedha Destruction" – Miguel Perez Senent, Matt Puchala, Ciaran Moloney, Luca Mignardi                         | nominace  |

## Název filmu
Po oznámení vydání filmu byl název oficiálně přeložen jako Darebák jedna tak, aby korespondoval s filmem Návrat Jediů, ve kterém se toto označení používá pro název letky Darebák. O měsíc později změnil i český distributor, společnost Falcon, název na stejný jako v anglickém originále. Učinil tak pravděpodobně z důvodu množství kritiky na přeložený český název.